# Línea C5 (Suburbanos Montevideo)
La línea C5 de la red de transporte suburbano de Montevideo une la terminal Baltasar Brum con la localidad de Estación Atlántida, ubicada en la ciudad homónima.

## Características
Fue creada en el año 2009, siendo la única línea creada por la Compañía Uruguaya del Transporte Colectivo bajo la denominación C (que a diferencia de las líneas hermanas C1, C2, C3 y C4 éstas fueron adquiridas de la desaparecida Cooperativa de Ómnibus Ruta Interbalnearia). Desde la creación de la C5, la totalidad de sus servicios son de carácter semidirecto por lo cual su costo del boleto es único, igual al de la línea DM1, es decir, su costo del boleto es más elevado de las demás líneas suburbanas.

## Recorridos
Circula en ambos sentidos por los barrios Centro, Cordón, Tres Cruces, La Blanqueada, La Unión, Malvín Norte, Malvín Alto, La Cruz de Carrasco, Carrasco Norte  de Montevideo, y las ciudades de Paso Carrasco, Ciudad de la Costa, Salinas, Villa Argentina y Atlántida.
| Partida (Terminal Baltasar Brum) - Río Branco - Galicia - Julio Herrera y Obes - Paysandú - República - Democracia - Daniel Muñoz - Cufré - Miguelete - Juan Ramón Gómez - Presidente Berro - Avenida 8 de Octubre - Pan de Azúcar - Camino Carrasco - Avenida Wilson Ferreira Aldunate - Ruta 101 - (Aeropuerto Internacional de Carrasco) - Ruta 101 - Ruta Interbalnearia - Avenida 30 Metros - Calle 8 - Calle 18 - Calle 12 - Calle 16 - Ruta 11 - El Tala - Calle 41 - Las Acacias - Las Margaritas - Camino a Parque del Plata, hasta El Algarrobo - Terminal Estación Atlántida | Vuelta (Terminal Estación Atlántida) - Camino a Parque del Plata - Las Margaritas - Las Acacias - El Tala - Ruta 11 - Calle 16 - Calle 12 - Calle 18 - Calle 8 - Avenida 30 Metros - Ruta Interbalnearia - Ruta 101 - (Aeropuerto Internacional de Carrasco) - Ruta 101 - Avenida Wilson Ferreira Aldunate - Camino Carrasco - Juan Julio Raissignier - Avenida 8 de Octubre - Avelino Miranda - Goes - Juan Paullier - Doctor Salvador Ferrer Serra - Martín C. Martínez - Avenida Uruguay - Ciudadela - Cerrito - Paysandú - Andes hasta Terminal Baltasar Brum - Terminal Baltasar Brum |

## Paradas
Ida
Código de parada	Calle
- 7247	Andén 14
- 7068	Libertador
- 7064	Ejido
- 7066	Minas
- 7063	Arenal Grande
- 6709	Plaza L Seregni
- 6707	Ferrer Serra
- 7055	D.Terra
- 6384	Manuel Albo
- 6380	Jaime Cibils
- 6385	Mariano Moreno ( Hos
- 6374	Agustina Contucci De
- 6375	G.Viana
- 6382	Larravide
- 6386	Silvestre Perez
- 7062	Morelli
- 6536	Manila
- 6528	Fte.A El Aguacero
- 6530	Hipólito Yrigoyen
- 7605	Pedro Cossio
- 6537	Oncativo
- 6519	Bolivia
- 6526	Fte. A Coca Cola
- 6521	Cno. Pichincha
- 6523	Cooper
- 6540	Santa Mónica
- 7215	Frigorífico Carrasco
- 7221	La Pampa
- 7607	Calcagno
- 7223	Monterrey
- 7219	Fte. Escuela Pública
- 7212	Cicssa
- 7227	Rosalía De Castro
- 7208	Av. A La Playa
- 7210	Brigada Ingenieros N
- 7609	Racine
- 7217	Fte. DINACIA
- 7611	Of 2 - Catering
- 7440	Terminal de Cargas
- 7228	W.Ferreira Aldunate
- 7165	Calcagno
- 7167	km. 20 Viviendas Fza
- 7169	Radar
- 6885	km. 21.200
- 6870	Cementerio De Mascot
- 6887	Km. 22
- 6917	Parada Pozo
- 6922	G Rodríguez
- 6889	Cno los Horneros
- 6856	Bca. Solymar
- 6872	Centro De Rebajas
- 6930	Transformador Ute
- 6915	Márquez Castro
- 6874	Colinas De Solymar
- 6878	El Palmar
- 6850	Acodike Km. 28.500
- 6883	Pérez Butler
- 6868	Ruta A Pando
- 6891	Km. 29.800
- 6893	Km. 30
- 6907	Km. 38.500 Escuela
- 6928	Solis
- 6854	Avenida del Mar
- 6864	Calle Ámbar
- 6909	Km. 40.800
- 6860	Calle 7 Km. 41.300
- 6881	Fortín Santa Rosa
- 6911	Km. 42.500
- 7745	Calle 8
- 7746	Calle 9
- 7748	Calle 14
- 7749	Avda 2 De 40 Metros
- 7750	Calle 2
- 7751	Calle 19
- 7752	Calle 16
- 7753	Calle 13
- 7754	Ruta Nº 11
- 7755	El Quebracho
- 7756	Las Amapolas
- 7757	Las Acacias
- 7758	Av Mario Ferreira
- 7759	Los Geranios
- 7760	Las Glicinas
- 7761	Los Alelies
- 7762	Las Margaritas
- 7763	Cno. Parque Del Plata
- 7764	Los Alelies
- 7765	Los Lirios
- 7766	Estación Atlántida

Vuelta
- 7723	Estación Atlántida
- 7724	Los Lirios
- 7725	Los Alelies
- 7726	Las Margaritas
- 7727	Los Alelies
- 7728	Las Glicinas
- 7729	Los Geranios
- 7730	Avda Mario Ferreira
- 7731	Las Achiras
- 7732	Las Amapolas
- 7733	El Quebracho
- 7734	Dd Ruta Nº 11
- 7735	Calle 13
- 7736	Calle 12
- 7737	Calle 19
- 7738	Calle 2
- 7739	Avda 2 De 40 Metros
- 7740	Calle 14
- 7741	Calle 13
- 7742	Calle 12
- 7743	Calle 8
- 6914	Km. 44
- 7744	Ruta Interbalnearia
- 6912	Km. 42.500
- 6882	Fortín Santa Rosa
- 6861	Calle 7 Km. 41.300
- 6910	Km. 40.800
- 6865	Calle Ámbar
- 6855	Avenida del Mar
- 6929	Solis
- 6908	Km. 38.500 Escuela
- 6927	Ruta Nº 87 Arco Sal
- 6867	Km 38
- 7585	Colon
- 6904	Km. 37 Noguera
- 6921	Avda. de los Pinos A
- 6877	El Avión
- 6902	Km. 35 Venus
- 6900	Km. 34.500
- 6898	Km. 34 Dd Peaje
- 6859	Km 32.500
- 6925	Río Negro Km 31
- 6853	Autódromo
- 6896	Km. 30.300 Calle Day
- 6894	Km. 30
- 6892	Km. 29.800
- 7615	Km 29500
- 6869	Ruta A Pando
- 6884	Pérez Butler
- 6851	Acodike Km. 28.500
- 6879	El Palmar
- 6875	Colinas De Solymar
- 6916	Márquez Castro
- 6931	Transformador Ute
- 6873	Centro De Rebajas
- 6857	Bca. Solymar
- 6890	De los Horneros
- 6923	G. Rodríguez
- 6918	Parada Pozo
- 6888	Km. 22
- 6871	Cementerio De Mascot
- 6886	Km. 21.200
- 7170	Radar
- 7168	km. 20 Viviendas Fza
- 7166	Calcagno
- 7329	Fte. Base Aérea N° 1
- 7440	Terminal de Cargas
- 7228	W.Ferreira Aldunate
- 7216	Fte. DINACIA
- 7612	Of 2
- 7610	Racine
- 7209	Brigada Ingenieros N
- 7207	Av. A La Playa
- 7226	Rosalía De Castro
- 7211	Cicssa
- 7218	Fte. Escuela Pública
- 7222	Monterrey
- 7608	Calcagno
- 7220	La Pampa
- 7224	Oraña
- 7214	Frigorífico Carrasco
- 6541	Santa Mónica
- 6524	Cooper
- 6522	Cno. Pichincha
- 6527	Fte. A Coca Cola
- 6516	Agazzi
- 6538	Oncativo
- 6535	Lugo
- 7606	Pedro Cossio
- 6531	Hipólito Yrigoyen
- 6525	El Aguacero
- 6515	20 De Febrero
- 6543	Villagrán
- 7113	8 de Octubre
- 6388	Silvestre Pérez
- 6383	Larravide
- 6376	Comercio
- 6377	Dd José Batlle Y Ord
- 6378	Mariano Moreno
- 6381	Jaime Cibils
- 6379	Garibaldi
- 6387	Pte. Berro
- 7767	Acevedo Diaz
- 6733	J.Paull y La Paz
- 7200	Defensa
- 7199	Arenal Grande
- 7203	Minas
- 7201	Yaguaron
- 7205	Rondeau
- 7204	Río Branco
- 7206	Ciudadela
- 7316	Terminal Baltasar Br

## Frecuencia
- Los días hábiles de la semana tiene 15 salidas hacia Estación Atlántida, y tiene 18 salidas hacia la Terminal Baltasar Brum.

- Los sábados y domingos tiene 3 salidas hacia Estación Atlántida (06:25, 12:25 y 16:25), y 4 salidas hacia la Terminal Baltasar Brum (05:00 solo los sábados, 08:20, 14:20, 18:20).